# Greil Marcus
Greil Marcus (San Francisco, Califòrnia, 19 de juny de 1945) és un periodista i crític musical estatunidenc. És conegut pels seus assajos literaris de música rock, que van més enllà del gènere musical i abasten la política i la cultura.

## Biografia
Marcus va néixer a Sant Francisco, Califòrnia i es va graduar en Estudis Americans per la Universitat de Califòrnia, on també va fer estudis de postgrau en ciències polítiques. Va treballar com a crític de rock i columnista de Rolling Stone,, així com per a altres publicacions com Creem, Village Voice i Artforum. Des de 1983 fins a 1989, Marcus va formar part en la junta de directors de National Book Critics Circle.
El seu llibre de 1975 Mystery Train, va ser notable per emplaçar el rock and roll dins del context dels arquetips culturals nord-americans, des de Moby Dick i El gran Gatsby fins a Stagger Lee Shelton. El 30 d'agost de 2011, la revista Time va publicar una llista dels 100 millors llibres de no ficció des de 1923, en la qual va incloure Mystery Train.
El seu següent llibre, Lipstick Traces: A Secret History of the 20th Century (1989), va expandir la seva marca a través d'un segle de la civilització occidental. Postulant el punk rock com un fenomen cultural transhistòric, Marcus va examinar en el llibre les connexions filosòfiques entre entitats tan diverses com els heretges medievals, el dadaisme, la Internacional Situacionista i els Sex Pistols.
El 1991, Marcus va publicar Dead Elvis, una col·lecció d'escrits sobre Elvis Presley, i el 1993 va publicar Ranters and Crowd Pleasers, un examen del pop posterior al punk rock. El 1997, usant els bootlegs de Bob Dylan com a punt d'inici, Marcus va disseccionar el subconscient americà en Invisible Republic: Bob Dylan's Basement Tapes.
El seu següent llibre, When That Rough God Goes Riding: Listening to Van Morrison, va ser publicat al març de 2010. El llibre s'enfoca en «la cerca de Marcus per entendre el particular geni de Van Morrison a través de la seva llarga carrera».
Actualment, escriu les columnes Elephant Dancing per Interview i Real Life Rock Top Ten per The Believer, i sovint imparteix cursos de postgrau sobre Estudis Americans a la Universitat de Califòrnia.